# Crinum stracheyi
Crinum stracheyi är en amaryllisväxtart som beskrevs av John Gilbert Baker. Crinum stracheyi ingår i släktet Crinum, och familjen amaryllisväxter. Inga underarter finns listade i Catalogue of Life.